# Шум (книга)
Шум. Хибність людських суджень (Noise. A Flaw in Human Judgment) — книга відомого американського психолога Деніела Канемана, викладача Паризької бізнес-школи Олів'є Сібоні і професора Гарвардської школи права Кас Санстейна. Українською книга була видана видавництвом «Наш Формат».

## Про книгу
Шум — книга про те, наскільки неточними ми можемо бути в наших судженнях. Щомиті у світі приймається безліч рішень і значна кількість з них неправильні або, як мінімуму, з великою похибкою. Кожна людина приймає рішення у власному житті і цим змінює хід особистих подій, судді, лікарів і політики приймають рішення, які можуть вплинути на долі багатьох. Але чи всі ми вміємо об'єктивно врахувати всі фактори при прийнятті рішення і знешкодити загрози, що можуть негативно вплинути на результат? Автори книги вважають, що процес прийняття рішення є вимірюванням, в якому інструментом є людський розум. В книзі є детальні пояснення всіх причин хибності в рішеннях, що формує людський розум, а також описано метод боротьби з шумом у всіх справах і сферах життя.

## Автори
Деніел Канеман — психолог, економіст, лауреат Нобелівської премії з економіки (2002). Нагороджений Президентською медаллю Свободи. Входить до 50 найвпливовіших людей фінансового світу (Bloomberg Markets 2011, 2012).
Олів'є Сібоні — викладач стратегій ухвалення рішень і розв'язання проблем у Паризькій бізнес-школі, науковий співробітник Бізнес-школи Саїда Оксфордського університету.
Кас Санстейн — професор Гарвардської школи права. У 2009—2012 роках працював в адміністрації Барака Обами.